# Lucjan Borowiecki
Lucjan Borowiecki (ur. 1 października 1925 w Dąbrowie Górniczej, zm. 3 maja 2000 w Toruniu) – polski chemik, profesor chemii organicznej.

## Życiorys
W czasie okupacji pracował przymusowo, natomiast po wojnie pracował jako nauczyciel oraz laborant. W 1948 roku ukończył Liceum w Grudziądzu. Następnie podjął studia chemiczne na Uniwersytecie Mikołaja Kopernika w Toruniu, które ukończył w roku 1954. Sześć lat później obronił rozprawę doktorską zatytułowaną O działaniu dwutlenku selenu na d-karen-3, pisaną pod kierownictwem Witolda Zacharewicza. W 1965 roku uzyskał stopień doktora habilitowanego za pracę pt. Badanie w grupie karenu. Tytuł profesora otrzymał w roku 1991. W 1996 przeszedł na emeryturę.
Był członkiem Polskiej Akademii Nauk (od 1981) i Towarzystwa Naukowego w Toruniu (od 1966). Pełnił funkcję prorektora UMK w latach 1972-1975, dyrektora Instytutu Chemii w latach 1975-1989 oraz kierownika Zakładu Chemii Organicznej (1974-1991). Jego specjalnością jest chemia terpenów.
Żonaty, ojciec trójki dzieci: Joanny, Marii i Adama.